# باتريك سكوت
باتريك سكوت (بالإنجليزية: Patrick Scott)‏ هو لاعب كرة قدم أمريكية أمريكي، ولد في 13 سبتمبر 1964 في شريفبورت في الولايات المتحدة.

## وصلات خارجية
- باتريك سكوت على موقع مرجع كرة القدم المحترفة.كوم (الإنجليزية)